# Ultimate Kylie
Ultimate Kylie é o nono álbum de grandes êxitos da cantora australiana Kylie Minogue. O seu lançamento ocorreu em 14 de novembro de 2004, através da editora discográfica Parlophone, em parceria com a Mushroom Records e Capitol Records. Resultado de um CD duplo, compila os vinte e sete singles de todos os seus álbuns que ficaram nas dez melhores posições do Reino Unido, bem como sete em primeira posição. Além disso, contou com duas músicas novas, "I Believe in You" e "Giving You Up". A parte do rol profissional que produziu o repertório incluído é de Stock Aitken Waterman, Brothers In Rhythm, Paula Abdul, Jake Shears, Babydaddy, Sunny Roads, Johnny Douglas, Ian Curnow, Phil Harding, Julian Gallagher, Richard Stannard, Cathy Dennis, Rob Davis, Brian Higgins, Karen Poole, Guy Chambers, Jimmy Harry, James Dean Bradfield, Dave Erigna, Dave Ball, Ingo Vauk, Lorenzo Al Dino Pizzileo, Sergio Flores, Graham Stack e Mark Taylor. Também contém participações vocais de Jason Donovan, Robbie Williams e Nick Cave. Musicalmente, o disco incorpora vários e diferentes estilos musicais, como o dance-pop, R&B e disco.
A cantora disse que a compilação apresenta suas diferentes mudanças artísticas, bem como estava feliz com as faixas apresentadas nesta, além de, para a artista, ter "uma vida inteira de memórias". Na Austrália, uma versão especial DualDisc com dois CDs e um DVD com os vídeos musicais das respectivas músicas incluídas foi lançado em outubro de 2006. A recepção por parte da crítica especializada foi positiva, em que alguns analistas prezaram a obra por relembrar a carreira de Minogue ao longo da última década com os seus maiores êxitos. No entanto, alguns analisadores disseram que o primeiro CD incluído continha músicas citadas como "bobas" e "estridentes". Na sua semana de estreia no Reino Unido, debutou na quarta posição da tabela musical UK Albums Chart, compliada pela empresa Official Charts Company. Também conseguiu alcançar a lista dos dez mais vendidos da Austrália, Escócia, Irlanda, Grécia e Alemanha. Foi certificado com disco de platina tripla pela British Phonographic Industry (BPI) e como platina quadrupla pela Australian Recording Industry Association (ARIA). No total, vendeu mais de um mihão de cópias no território da União Europeia.
O primeiro single, "I Believe in You", foi disponibilizado na ITunes Store de vários países em 3 de dezembro de 2004. No comercial, a faixa entrou na segunda posição do Reino Unido e na sexta da Austrália. Noutros países, conseguiu atingir a lista dos vinte singles mais vendidos da Dinamarca, Escócia, Polônia, Áustria, Irlanda e Itália, além de entrar na terceira posição da parada genérica Hot Dance Club Songs, compliada pela Billboard. O vídeo musical foi dirigido por Vernie Yeung e emitido em 3 de novembro de 2004, e representa Minogue em um estúdio cheio de luzes de neônio coloridas. Seguiu-se "Giving You Up", lançada no final de março de 2005 também em venda digital. Comercialmente, entrou na lista das dez mais vendidas da Escócia, Espanha, Reino Unido e Austrália, e teve o vídeo musical dirigido por Alex and Martin, apresentando Minogue como uma gigante andando pelas ruas e clubes de Londres à noite. Para promover o disco, a artista fez duas turnês: uma concluída em maio de 2005 pela cantora ser diagnosticada com câncer de mama, e outra para marcar a volta de Minogue nos palcos após a reabilitação para a doença, com coreografias retrabalhadas e pausas mais longas devido sua condição médica.

## Antecedentes e lançamento
Em agosto de 2004, foi confirmado por um porta-voz de Minogue que a musicista estaria trabalhando em novas faixas no Reino Unido, dando rumores de que poderia ser um material natalino. Posteriormente, foi anunciado um mês depois que a artista estaria lançando um disco de grandes sucessos seus, tendo duas faixas novas. A cantora disse no anunciamento que "neste ponto da minha carreira, eu estou feliz para celebrar o passado e olhar para o futuro".

"Desde meu primeiro sucesso, não pude acreditar como o tempo tinha passado rapidamente. Esta coleção é muito querido para mim e tem uma vida inteira de memórias. Não há nada como o tempo para dar-lhe um sentido de perspectiva e espero que o ouvinte receba tanto prazer com essas faixas como eu".

—Minogue sobre sua carreira e o conteúdo do álbum.
A obra conta com vinte e sete singles que ficaram nas dez melhores posições do Reino Unido, bem como sete singles em primeira posição, e também incluindo "Can't Get You Out Of My Head", "Spinning Around" e "I Should Be So Lucky". Além disso, contém duas faixas inéditas: "I Believe in You" e "Giving You Up"; Jake Shears e Babydaddy esteve a cargo da produção da primeira, enquanto a segunda foi produzida por Brian Higgis e Xenomania. A artista discutiu suas mudanças artísticas na música e que estava feliz pelas faixas incluidas, dizendo o seguinte: "Me sinto com sorte de ter tido a oportunidade para experimentar ao longo dos anos e que meus fãs têm abraçado a necessidade em mim para tentar novas abordagens. Estou tão animada sobre as novas faixas apresentadas aqui como eu estou sobre todas as outras no registro". O lançamento ocorreu em 14 de novembro de 2004 em lojas, sendo vendido como um CD duplo, em toda a Europa. No mesmo dia, o CD foi lançado para download digital na iTunes Store da Nova Zelândia. Uma versão especial com três CDs juntos, emitida exclusivamente para a Austrália, foi lançada em outubro de 2006.

## Crítica profissional
| Críticas profissionais | Críticas profissionais |
| Avaliações da crítica  | Avaliações da crítica  |
| Fonte                  | Avaliação              |
| ---------------------- | ---------------------- |
| About.com              | [ 8 ]                  |
| AllMusic               | [ 9 ]                  |
| MusicOMH               | (positivo)             |
| PopMatters             | 8/10                   |
| Stylus                 | C                      |
| Yahoo! Music           | 8/10                   |

Após o seu lançamento, o álbum recebeu críticas geralmente positivas por parte dos profissionais. Stephen Thomas Erlewine, da base de dados musicais Allmusic, atribuiu quatro estrelas e meia de cinco possíveis e afirmou que a compilação "apresenta todos os [seus] sucessos, grandes e pequenos, em um só lugar, o que significa que este não só faz este ideal para os fãs de todos os níveis de dedicação, isso significa que Ultimate Kylie faz jus a sua expectativa". Jason Shawahn, do About.com, elogiou o álbum pela sua inclusão de duas novas canções, as quais ele sente que estavam "entre as faixas mais sofisticadas que Kylie tem registrado em anos". Ele terminou a análise dizendo que "mas, na medida em que forneceram a Kylie compreensiva, o pessoal da EMI têm feito um bom trabalho". O sítio PopMatters classificou o trabalho com oito pontos de dez máximos, realçando que "Ultimate Kylie, que parece conciso mesmo em seu comprimento de disco duplo, é uma das melhores coleções da dance music disponíveis, mesmo enquanto inclui seus sucessos pop da década de 80".
Natasha Tripney, para a MusicOMH, considerou que o disco "abrange a totalidade da sua carreira pop de dezesseis anos, e ainda consegue encontrar espaço para um duo obrigatório de novas faixas". Mark Edwards, da Stylus Magazine, comentou que o primeiro disco é "terrivelmente bobo" e cheio de "músicas estridentes". O revisor também considerou que "cada ano ou dois ela vai lançar outra joia pop, vender um zilhão de calendários e, finalmente, aposentar-se como uma multi-milionária com uma compilação de seus maiores sucessos em todas as casas. Porque todo mundo ama Kylie, mesmo que metade deste álbum é terrível". No portal Yahoo! Music, Jaime Gill perguntou "por que não aceitá-la como apenas a marca para um CD duplo brilhante de músicas pop brilhantes? Se ela desaparecer amanhã poucos realmente se preocupariam, mas se fosse canções como estas, nós realmente, realmente teríamos". Em novembro de 2007, a The Guardian colocou o disco em sua lista de "1000 Álbuns Que Você Precisa Ouvir Antes de Morrer", dizendo que "Kylie nunca fez um grande álbum de estúdio, mas, como esta coleção que mede sua carreira prova, ela sempre teve um dom para liberar tremendos singles pop".

## Promoção

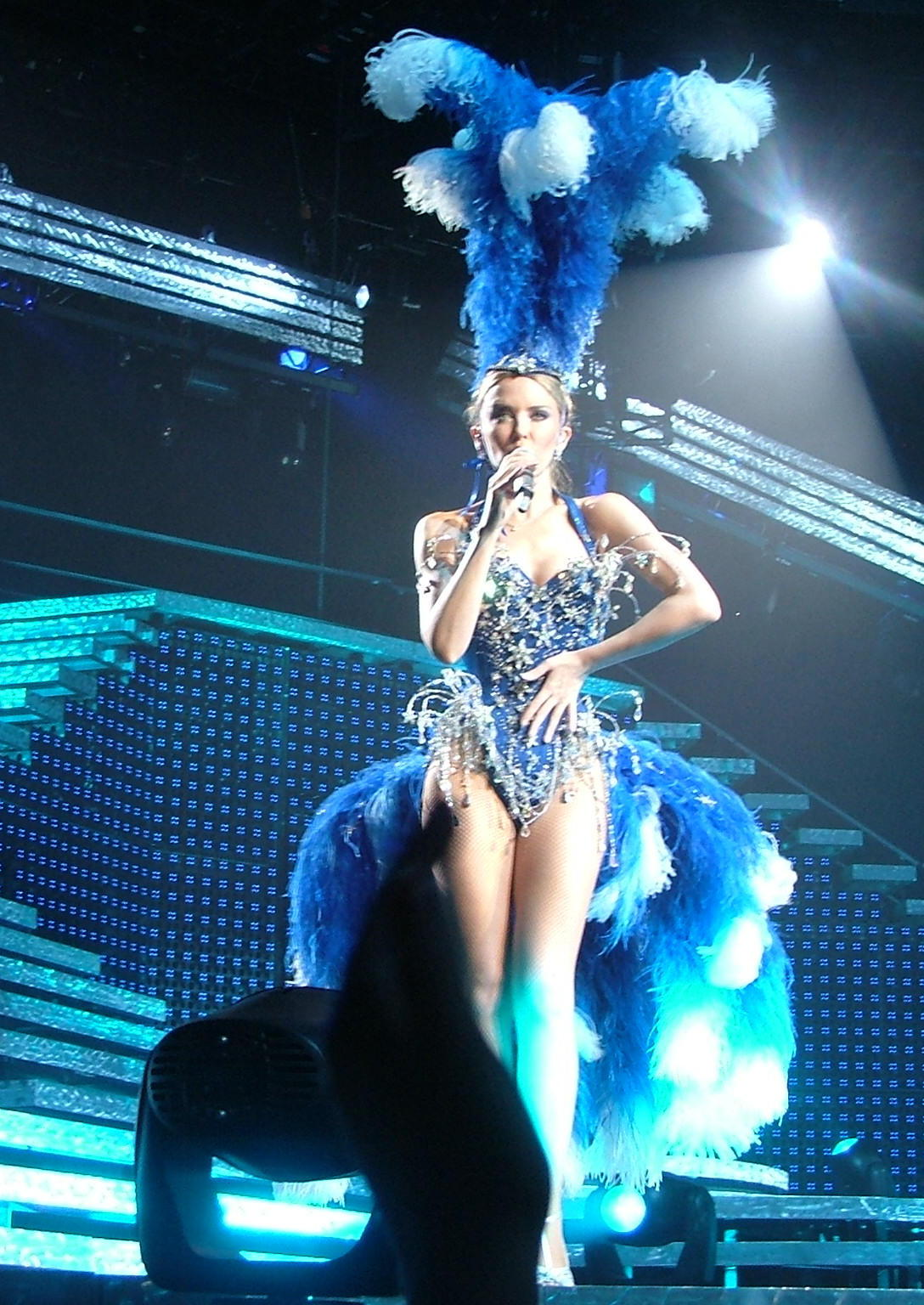
Minogue se apresentando no ato Showgirl, durante um concerto em Paris da turnê Showgirl: The Greatest Hits Tour (2005).

Em 24 de outubro de 2004, foi anunciado que Minogue iniciaria uma turnê para promover o CD. A digressão iniciou-se em 19 de março de 2005 e concluiu-se em 7 de maio de 2005, visitando 14 cidades em onze países da Europa, totalizando 37 shows. Esta se dividiu em oito atos: Showgirl, Smiley Kylie, Denial, What Kylie Wants, Kylie Gets, Dreams, Kyliesque, Minx in Space e o bis. A turnê recebeu aclamação crítica, com o resenhista dizendo, por meio de seu registro em DVD, que a turnê realmente foi uma "retrospectiva de sua carreira". No entanto, suas apresentações na Austrália e Ásia, também confirmadas na época, tiveram de ser canceladas devido a cantora ser diagnosticada com câncer de mama. Da digressão, tiveram dois registros lançados; o primeiro foi um DVD, intitulado Kylie Showgirl e lançado em novembro de 2005, sendo o segundo emitido em dezembro em formato de extended play (EP) de sete faixas gravadas na turnê, intitulado Showgirl.
Em novembro de 2005, seu promotor de concertos anunciou o reinício da turnê no final do próximo ano, contando com mudanças de nome dos atos e das músicas tocadas. Começou em 11 de novembro de 2006 e finalizou-se em 23 de janeiro de 2007, fazendo fazendo 20 shows na Austrália e 14 no Reino Unido, totalizando 34. As coreografias foram retrabalhadas para acomodar sua condição médica e pausas mais longas também foram introduzidas entre os atos das apresentações para conservar sua força. No entanto, recebeu análises positivas dos críticos, os quais citaram a turnê como um "retorno perfeito" e que a artista "parecia em forma e saudável". A digressão igualmente teve um registro, apenas em formato de álbum ao vivo. Sendo intitulado Showgirl Homecoming Live, foi lançado em janeiro de 2007 no Reino Unido e posteriormente em junho do mesmo ano no Japão.

### Singles
O primeiro single extraído da compliação foi "I Believe in You", sendo estreada em 14 de outubro de 2004 nas rádios inglesas. Mais tarde, foi disponibilizada em 3 de dezembro de 2004 na iTunes Store do Reino Unido, Brasil e Estados Unidos em um extended play (EP) digital, além de ser comercializada em maxi single para a Austrália, Nova Zelândia e em CD single para a Europa três dias depois, e também em disco de vinil no Reino Unido. As críticas após o lançamento da faixa foram geralmente mistas, sendo que alguns analistas observaram que a canção voltou com a forma de seu álbum anterior Body Language (2003), além de acharem a música interessante liricamente. Comercialmente, conseguiu atingir a lista dos dez singles mais vendidos da Austrália, Áustria, Dinamarca, da Itália, Irlanda e do Reino Unido, além de tornar-se a segunda melhor estreia da artista na Billboard Hot Dance Club Songs dos Estados Unidos, seguindo-se a "Slow" de 2003. O vídeo musical da faixa foi dirigido por Vernie Yeung, e emitido em 3 de novembro de 2004 através do sítio oficial da cantora. O tema mostra Minogue dentro de uma bola feita com linhas de neônio cantando a faixa, enquanto outras cenas mostram a cantora com dançarinos.
O segundo single, "Giving You Up", foi lançado em 25 de março de 2005, dia no qual foi distribuído como um extended play (EP) digital que inclui remixes e um lado B intitulado "Made of Glass". Em 28 do mesmo mês, a obra foi lançada em território britânico e alemão em formato físico, e continha a faixa original e o lado B. O tema também foi lançado no Reino Unido em uma versão limitada de vinil em doze polegadas. A obra recebeu críticas mistas de analistas musicais, os quais a compararam com os trabalhos da cantora com Fever. No entanto, criticaram a produção da faixa, dizendo que esta era "sutil". Comercialmente, obteve um desempenho médio, listando-se nas trinta primeiras colocações em vários países como Alemanha, Austrália, Espanha, Reino Unido, Finlândia e Países Baixos. O vídeo musical foi filmado em fevereiro de 2005 em Londres, Inglaterra, sendo dirigido por Alex and Martin e divulgado em 25 de fevereiro de 2005 pelo programa Top of the Pops e posteriormente, no sítio oficial da cantora. No vídeo musical, Minogue é retratada como uma gigante andando pelas ruas e clubes de Londres.

## Alinhamento de faixas
| Disco 1        |                                   |                                      |                         |         |  |
| N.º            | Título                            | Compositor(es)                       | Produtor(es)            | Duração |  |
| 1.             | "Better the Devil You Know"       | Mike Stock Matt Aitken Pete Waterman | Stock Aitken Waterman   | 3:53    |  |
| 2.             | "The Loco-Motion"                 | Gerry Goffin Carole King             | Stock Aitken Waterman   | 3:14    |  |
| 3.             | "I Should Be So Lucky"            | Stock Aitken Waterman                | Stock Aitken Waterman   | 3:24    |  |
| 4.             | "Step Back in Time"               | Stock Aitken Waterman                | Stock Aitken Waterman   | 3:04    |  |
| 5.             | "Shocked"                         | Stock Aitken Waterman                | Stock Aitken Waterman   | 3:09    |  |
| 6.             | "What Do I Have to Do"            | Stock Aitken Waterman                | Stock Aitken Waterman   | 3:33    |  |
| 7.             | "Wouldn't Change a Thing"         | Stock Aitken Waterman                | Stock Aitken Waterman   | 3:14    |  |
| 8.             | "Hand on Your Heart"              | Stock Aitken Waterman                | Stock Aitken Waterman   | 3:51    |  |
| 9.             | "Especially for You"              | Stock Aitken Waterman                | Stock Aitken Waterman   | 3:56    |  |
| 10.            | "Got to Be Certain"               | Stock Aitken Waterman                | Stock Aitken Waterman   | 3:19    |  |
| 11.            | "Je Ne Sais Pas Pourquoi"         | Stock Aitken Waterman                | Stock Aitken Waterman   | 4:01    |  |
| 12.            | "Give Me Just a Little More Time" | Edyth Wayne Ronald Dunbar            | Stock Waterman          | 3:06    |  |
| 13.            | "Never Too Late"                  | Stock Aitken Waterman                | Stock Aitken Waterman   | 3:21    |  |
| 14.            | "Tears on My Pillow"              | Sylvester Bradford Al Lewis          | Stock Aitken Waterman   | 2:29    |  |
| 15.            | "Celebration"                     | Robert Bell James Taylor             | Phil Harding Ian Curnow | 3:57    |  |
| Duração total: | Duração total:                    | Duração total:                       | Duração total:          | 51:35   |  |

| Disco 2        |                                |                                                                                    |                            |         |  |
| N.º            | Título                         | Compositor(es)                                                                     | Produtor(es)               | Duração |  |
| 1.             | "I Believe in You"             | Kylie Minogue Jake Shears Babydaddy                                                | Shears Babydaddy           | 3:21    |  |
| 2.             | "Can't Get You Out of My Head" | Cathy Dennis Rob Davis                                                             | Dennis Davis               | 3:49    |  |
| 3.             | "Love at First Sight"          | Minogue Richard Stannard Julian Gallagher Ash Howes Martin Harrington              | Stannard Gallagher         | 3:57    |  |
| 4.             | "Slow"                         | Minogue Dan Carey Emilíana Torrini                                                 | Sunnyroads                 | 3:13    |  |
| 5.             | "On a Night Like This"         | Steve Torch Graham Stack Mark Taylor Brian Rawling                                 | Stack Taylor               | 3:33    |  |
| 6.             | "Spinning Around"              | Ira Shickman Osborne Bingham Kara DioGuardi Paula Abdul                            | Mike Spencer               | 3:27    |  |
| 7.             | "Kids"                         | Williams Guy Chambers                                                              | Chamber Steve Power        | 4:20    |  |
| 8.             | "Confide in Me"                | Steve Anderson Dave Seaman Owain Barton                                            | Brothers in Rhythm         | 4:26    |  |
| 9.             | "In Your Eyes"                 | Minogue Stannard Gallagher Howes                                                   | Stannard Gallagher         | 3:18    |  |
| 10.            | "Please Stay"                  | Minogue Stannard Gallagher John Themis                                             | Stannard Gallagher         | 4:04    |  |
| 11.            | "Red Blooded Woman"            | Johnny Douglas Karen Poole                                                         | Douglas Poole              | 4:20    |  |
| 12.            | "Giving You Up"                | Miranda Cooper Brian Higgins Tim Powell Lisa Cowling Paul Woods Nick Coler Minogue | Higgins Xenomania          | 3:30    |  |
| 13.            | "Chocolate"                    | Douglas Poole                                                                      | Douglas Poole              | 4:01    |  |
| 14.            | "Come into My World"           | Dennis Davis                                                                       | Dennis Davis               | 4:06    |  |
| 15.            | "Put Yourself in My Place"     | Jimmy Harry                                                                        | Harry                      | 4:11    |  |
| 16.            | "Did It Again"                 | Minogue Anderson Seaman                                                            | Brothers in Rhythm         | 4:14    |  |
| 17.            | "Breathe"                      | Minogue Dave Ball Ingo Vauk                                                        | Ball Vauk                  | 3:40    |  |
| 18.            | "Where the Wild Roses Grow"    | Cave                                                                               | Tony Cohen Victor Van Vugt | 3:57    |  |
| Duração total: | Duração total:                 | Duração total:                                                                     | Duração total:             | 69:26   |  |

| Faixa bônus digital |                                              |                                             |         |  |
| N.º                 | Título                                       | Compositor(es)                              | Duração |  |
| 19.                 | "Dancing Queen" (vídeo da Intimate and Live) | Benny Andersson Björn Ulvaeus Stig Anderson | 3:45    |  |

## Desempenho nas tabelas musicais
No Reino Unido, o disco debutou na quarta posição da UK Albums Chart em 4 de dezembro de 2004, com 83 mil cópias vendidas. Posteriormente, a British Phonographic Industry (BPI) certificou a compliação como disco de platina tripla, pelas vendas de 900 mil unidades no país. Na Austrália, estreou no quinto lugar da tabela musical ARIA Charts em 5 de dezembro, permanecendo na lista em trinta semanas. Mais tarde, obteve uma reentrada na 16ª posição da tabela em 12 de novembro de 2006, ficando na parada por mais onze semanas. A Australian Recording Industry Association (ARIA) certificou o disco com platina quádrupla, pelas vendas de 280 mil cópias do projeto. Na Irlanda, o disco ficou na oitava posição da tabela da Irish Recorded Music Association. Mais tarde, recebeu a mesma certificação do Reino Unido, pelas vendas de 45 mil cópias no país. O disco ainda foi platina pela Belgian Entertainment Association (BEA) e ouro pela Verband der Osterreichischen Musikwirts Chaft (VOMC), ainda sendo certificado pela União Europeia como disco de platina, pelas vendas de um milhão de cópias totais nos países da união.
| Tabela musical (2004–05)                         | Melhor posição |
| ------------------------------------------------ | -------------- |
| Alemanha (Media Control Charts)                  | 10             |
| Austrália (ARIA Charts)                          | 5              |
| Áustria (Ö3 Austria Top 40)                      | 15             |
| Bélgica (Ultratop 50 de Flanders)                | 14             |
| Bélgica (Ultratop 40 da Valônia)                 | 35             |
| Dinamarca (Tracklisten)                          | 17             |
| Escócia (The Official Charts Company)            | 5              |
| Espanha (Productores de Música de España)        | 34             |
| Finlândia (Suomen virallinen lista)              | 24             |
| Grécia (IFPI)                                    | 9              |
| Irlanda (Irish Recorded Music Association)       | 8              |
| Itália (Federazione Industria Musicale Italiana) | 42             |
| Japão (Oricon)                                   | 39             |
| Nova Zelândia (Recorded Music NZ)                | 33             |
| Noruega (VG-lista)                               | 18             |
| Países Baixos (MegaCharts)                       | 37             |
| Suécia (Sverigetopplistan)                       | 23             |
| Suíça (Schweizer Hitparade)                      | 19             |
| Reino Unido (UK Albums Chart)                    | 4              |

| Tabela musical (2004)           | Posição |
| ------------------------------- | ------- |
| Austrália (ARIA Charts)         | 42      |
| Reino Unido (UK Albums Chart)   | 27      |
| Tabela musical (2005)           | Posição |
| Alemanha (Media Control Charts) | 74      |
| Austrália (ARIA Charts)         | 38      |
| Bélgica (Ultratop - Flanders)   | 82      |
| Tabela musical (2006)           | Posição |
| Austrália (ARIA Charts)         | 40      |

| Tabela musical (2000–09) | Posição |
| ------------------------ | ------- |
| Austrália (ARIA Charts)  | 82      |

| País (Empresa)        | Certificação |
| --------------------- | ------------ |
| Austrália (ARIA)      | 4× Platina   |
| Áustria (VOMC)        | Ouro         |
| Bélgica (BEA)         | Platina      |
| Irlanda (IRMA)        | 3× Platina   |
| Reino Unido (BPI)     | 3× Platina   |
| União Europeia (IFPI) | Platina      |